# Aloja
Aloja (lat. Aloe) je vrlo popularan rod sukulenata koji sadrži preko 300 vrsta koje dolaze iz Afrike, Madagaskara i iz Arabije. Ove vrste variraju od sukulenata nalik na travu do onih koje nalikuju na drveće.
Aloe vera je jedna od prvih vrsta sukulenata ikad opisanih. 
Uz iznimku najvećih vrsta, većina Aloa voli zasjenjeno mjesto. Isto tako većina njih može podnijeti smrzavanje. Aloe ponekad zamjenjujemo s Agavama. Razlika je u tome što list Aloe sadrži biljni sok i Aloe ne umiru nakon što ocvatu. 
Vrsta Aloe suzannae Decary 2019. je izdvojena iz ovog roda i svrstana u zaseban monotipičan rod Aloestrela.

## Vrste
1. Aloe aaata T.A.McCoy & Lavranos
2. Aloe aageodonta L.E.Newton
3. Aloe abyssicola Lavranos & Bilaidi
4. Aloe aculeata Pole-Evans
5. Aloe acutissima H.Perrier
6. Aloe adigratana Reynolds
7. Aloe affinis A.Berger
8. Aloe africana Mill.
9. Aloe ahmarensis Favell, M.B.Mill. & Al-Gifri
10. Aloe alaotrensis J.-P.Castillon
11. Aloe albida (Stapf) Reynolds
12. Aloe albiflora Guillaumin
13. Aloe albostriata T.A.McCoy, Rakouth & Lavranos
14. Aloe albovestita S.Carter & Brandham
15. Aloe aldabrensis (Marais) L.E.Newton & G.D.Rowley
16. Aloe alexandrei Ellert
17. Aloe alfredii Rauh
18. Aloe alooides (Bolus) Druten
19. Aloe ambigens Chiov.
20. Aloe ambositrae J.-P.Castillon
21. Aloe ambrensis J.-B.Castillon
22. Aloe amicorum L.E.Newton
23. Aloe ammophila Reynolds
24. Aloe ampefyana J.-B.Castillon
25. Aloe amudatensis Reynolds
26. Aloe analavelonensis Letsara, Rakotoar. & Almeda
27. Aloe andersonii van Jaarsv. & P.Nel
28. Aloe andongensis Baker
29. Aloe andringitrensis H.Perrier
30. Aloe angelica Pole-Evans
31. Aloe anivoranoensis (Rauh & Hebding) L.E.Newton & G.D.Rowley
32. Aloe ankaranensis Rauh & Mangelsdorff
33. Aloe ankoberensis M.G.Gilbert & Sebsebe
34. Aloe anodonta T.A.McCoy & Lavranos
35. Aloe × anosyana J.-P.Castillon
36. Aloe ansoultae Rebmann
37. Aloe antandroi (Decary) H.Perrier
38. Aloe antoetrana J.-B.Castillon
39. Aloe antonii J.-B.Castillon
40. Aloe antsingyensis (Leandri) L.E.Newton & G.D.Rowley
41. Aloe arborescens Mill.
42. Aloe archeri Lavranos
43. Aloe arenicola Reynolds
44. Aloe argenticauda Merxm. & Giess
45. Aloe argentifolia T.A.McCoy, Rulkens & O.J.Baptista
46. Aloe argyrostachys Lavranos, Rakouth & T.A.McCoy
47. Aloe armatissima Lavranos & Collen.
48. Aloe arneodoi Rebmann
49. Aloe asperifolia A.Berger
50. Aloe aufensis T.A.McCoy
51. Aloe aurelienii J.-B.Castillon
52. Aloe austroarabica T.A.McCoy & Lavranos
53. Aloe austrosudanica T.A.McCoy
54. Aloe babatiensis Christian & I.Verd.
55. Aloe bakeri Scott Elliot
56. Aloe ballii Reynolds
57. Aloe ballyi Reynolds
58. Aloe barbara-jeppeae T.A.McCoy & Lavranos
59. Aloe bargalensis Lavranos
60. Aloe beankaensis Letsara, Rakotoar. & Almeda
61. Aloe belavenokensis (Rauh & Gerold) L.E.Newton & G.D.Rowley
62. Aloe bella G.D.Rowley
63. Aloe bellatula Reynolds
64. Aloe benishangulana Sebsebe & Tesfaye
65. Aloe berevoana Lavranos
66. Aloe bergeriana (Dinter) Boatwr. & J.C.Manning
67. Aloe bernadettae J.-B.Castillon
68. Aloe bernardii J.-P.Castillon
69. Aloe bertemariae Sebsebe & Dioli
70. Aloe betsileensis H.Perrier
71. Aloe bicomitum L.C.Leach
72. Aloe boiteaui Guillaumin
73. Aloe boscawenii Christian
74. Aloe bosseri J.-B.Castillon
75. Aloe bowiea Schult. & Schult.f.
76. Aloe boylei Baker
77. Aloe braamvanwykii Gideon F.Sm. & Figueiredo
78. Aloe brachystachys Baker
79. Aloe branddraaiensis Groenew.
80. Aloe brandhamii S.Carter
81. Aloe brevifolia Mill.
82. Aloe breviscapa Reynolds & P.R.O.Bally
83. Aloe broomii Schönland
84. Aloe brunneodentata Lavranos & Collen.
85. Aloe brunneostriata Lavranos & S.Carter
86. Aloe bruynsii P.I.Forst.
87. Aloe buchananii Baker
88. Aloe buchlohii Rauh
89. Aloe buettneri A.Berger
90. Aloe buhrii Lavranos
91. Aloe bukobana Reynolds
92. Aloe bulbicaulis Christian
93. Aloe bulbillifera H.Perrier
94. Aloe bullockii Reynolds
95. Aloe burgersfortensis Reynolds
96. Aloe bussei A.Berger
97. Aloe butiabana T.C.Cole & T.G.Forrest
98. Aloe × buzairiensis Lodé
99. Aloe × caesia Salm-Dyck
100. Aloe calcairophila Reynolds
101. Aloe calidophila Reynolds
102. Aloe calliantha T.A.McCoy & Lavranos
103. Aloe cameronii Hemsl.
104. Aloe camperi Schweinf.
105. Aloe canarina S.Carter
106. Aloe candelabrum A.Berger
107. Aloe canis S.Lane
108. Aloe cannellii L.C.Leach
109. Aloe capitata Baker
110. Aloe capmanambatoensis Rauh & Gerold
111. Aloe carnea S.Carter
112. Aloe carolineae L.E.Newton
113. Aloe castanea Schönland
114. Aloe castellorum J.R.I.Wood
115. Aloe castilloniae J.-B.Castillon
116. Aloe cataractarum T.A.McCoy & Lavranos
117. Aloe catengiana Reynolds
118. Aloe chabaudii Schönland
119. Aloe challisii van Jaarsv. & A.E.van Wyk
120. Aloe charlotteae J.-B.Castillon
121. Aloe cheranganiensis S.Carter & Brandham
122. Aloe chlorantha Lavranos
123. Aloe chortolirioides A.Berger
124. Aloe christianii Reynolds
125. Aloe chrysostachys Lavranos & L.E.Newton
126. Aloe cipolinicola (H.Perrier) J.-B.Castillon & J.-P.Castillon
127. Aloe citrea (Guillaumin) L.E.Newton & G.D.Rowley
128. Aloe citrina S.Carter & Brandham
129. Aloe clarkei L.E.Newton
130. Aloe classenii Reynolds
131. Aloe claviflora Burch.
132. Aloe collenetteae Lavranos
133. Aloe collina S.Carter
134. Aloe × commutata Tod.
135. Aloe comosa Marloth & A.Berger
136. Aloe compressa H.Perrier
137. Aloe comptonii Reynolds
138. Aloe condyae van Jaarsv. & P.Nel
139. Aloe confusa Engl.
140. Aloe congdonii S.Carter
141. Aloe conifera H.Perrier
142. Aloe cooperi Baker
143. Aloe corallina I.Verd.
144. Aloe craibii Gideon F.Sm.
145. Aloe crassipes Baker
146. Aloe cremnophila Reynolds & P.R.O.Bally
147. Aloe cryptoflora Reynolds
148. Aloe cryptopoda Baker
149. Aloe cyrtophylla Lavranos
150. Aloe dabenorisana van Jaarsv.
151. Aloe darainensis J.-P.Castillon
152. Aloe dawei A.Berger
153. Aloe debrana Christian
154. Aloe decaryi Guillaumin
155. Aloe decorsei H.Perrier
156. Aloe decurva Reynolds
157. Aloe deinacantha T.A.McCoy, Rakouth & Lavranos
158. Aloe delicatifolia J.-B.Castillon
159. Aloe delphinensis Rauh
160. Aloe deltoideodonta Baker
161. Aloe descoingsii Reynolds
162. Aloe deserti A.Berger
163. Aloe dewetii Reynolds
164. Aloe dewinteri Giess ex Borman & Hardy
165. Aloe dhufarensis Lavranos
166. Aloe diolii L.E.Newton
167. Aloe distans Haw.
168. Aloe divaricata A.Berger
169. Aloe djiboutiensis T.A.McCoy
170. Aloe doddsiorum T.A.McCoy & Lavranos
171. Aloe dominella Reynolds
172. Aloe dorotheae A.Berger
173. Aloe downsiana T.A.McCoy & Lavranos
174. Aloe droseroides Lavranos & T.A.McCoy
175. Aloe duckeri Christian
176. Aloe dyeri Schönland
177. Aloe ecklonis Salm-Dyck
178. Aloe edouardii Rebmann
179. Aloe elata S.Carter & L.E.Newton
180. Aloe elegans Tod.
181. Aloe elegantissima T.A.McCoy & Lavranos
182. Aloe elgonica Bullock
183. Aloe elkerriana Dioli & T.A.McCoy
184. Aloe ellenbeckii A.Berger
185. Aloe eremophila Lavranos
186. Aloe erensii Christian
187. Aloe ericahenriettae T.A.McCoy
188. Aloe ericetorum Bosser
189. Aloe erinacea D.S.Hardy
190. Aloe erythrophylla Bosser
191. Aloe esculenta L.C.Leach
192. Aloe eumassawana S.Carter, M.G.Gilbert & Sebsebe
193. Aloe excelsa A.Berger
194. Aloe eximia Lavranos & T.A.McCoy
195. Aloe falcata Baker
196. Aloe ferox Mill.
197. Aloe fibrosa Lavranos & L.E.Newton
198. Aloe fievetii Reynolds
199. Aloe fimbrialis S.Carter
200. Aloe fleurentiniorum Lavranos & L.E.Newton
201. Aloe fleuretteana Rauh & Gerold
202. Aloe flexilifolia Christian
203. Aloe florenceae Lavranos & T.A.McCoy
204. Aloe forbesii Balf.f.
205. Aloe fosteri Pillans
206. Aloe fouriei D.S.Hardy & Glen
207. Aloe fragilis Lavranos & Röösli
208. Aloe francombei L.E.Newton
209. Aloe friisii Sebsebe & M.G.Gilbert
210. Aloe fulleri Lavranos
211. Aloe gariepensis Pillans
212. Aloe gautieri J.-P.Castillon & Nusb.
213. Aloe gerstneri Reynolds
214. Aloe ghibensis Sebsebe & Friis
215. Aloe gilbertii T.Reynolds ex Sebsebe & Brandham
216. Aloe gillettii S.Carter
217. Aloe glabrescens (Reynolds & P.R.O.Bally) S.Carter & Brandham
218. Aloe glauca Mill.
219. Aloe globuligemma Pole-Evans
220. Aloe gneissicola (H.Perrier) J.-B.Castillon & J.-P.Castillon
221. Aloe gossweileri Reynolds
222. Aloe gracilicaulis Reynolds & P.R.O.Bally
223. Aloe graciliflora Groenew.
224. Aloe grandidentata Salm-Dyck
225. Aloe graniticola Rebmann
226. Aloe grata Reynolds
227. Aloe greatheadii Schönland
228. Aloe greenii Green
229. Aloe grisea S.Carter & Brandham
230. Aloe guerrae Reynolds
231. Aloe guillaumetii Cremers
232. Aloe haggeherensis T.A.McCoy & Lavranos
233. Aloe hahnii Gideon F.Sm. & Klopper
234. Aloe hardyi Glen
235. Aloe harlana Reynolds
236. Aloe haroniensis T.A.McCoy, Plowes & O.J.Baptista
237. Aloe haworthioides Baker
238. Aloe hazeliana Reynolds
239. Aloe helenae Danguy
240. Aloe heliderana Lavranos
241. Aloe hemmingii Reynolds & P.R.O.Bally
242. Aloe hendrickxii Reynolds
243. Aloe hereroensis Engl.
244. Aloe × hexapetala Salm-Dyck
245. Aloe heybensis Lavranos
246. Aloe hildebrandtii Baker
247. Aloe hlangapies Groenew.
248. Aloe hoffmannii Lavranos
249. Aloe humbertii H.Perrier
250. Aloe humilis (L.) Mill.
251. Aloe huntleyana van Jaarsv. & Swanepoel
252. Aloe ibitiensis H.Perrier
253. Aloe ifanadianae J.-B.Castillon
254. Aloe ikiorum Dioli & G.Powys
255. Aloe imalotensis Reynolds
256. Aloe × imerinensis Bosser
257. Aloe immaculata Pillans
258. Aloe inamara L.C.Leach
259. Aloe inconspicua Plowes
260. Aloe inermis Forssk.
261. Aloe inexpectata Lavranos & T.A.McCoy
262. Aloe × inopinata Gideon, F.Sm., N.R.Crouch & Oosth.
263. Aloe integra Reynolds
264. Aloe inyangensis Christian
265. Aloe irafensis Lavranos, T.A.McCoy & Al-Gifri
266. Aloe isaloensis H.Perrier
267. Aloe ithya T.A.McCoy & L.E.Newton
268. Aloe ivakoanyensis Letsara, Rakotoar. & Almeda
269. Aloe jacksonii Reynolds
270. Aloe jawiyon S.J.Christie, D.P.Hannon & Oakman ex A.G.Mill.
271. Aloe jeppeae Klopper & Gideon F.Sm.
272. Aloe jibisana L.E.Newton
273. Aloe johannis J.-B.Castillon
274. Aloe johannis-bernardii J.-P.Castillon
275. Aloe johannis-philippei J.-B.Castillon
276. Aloe jucunda Reynolds
277. Aloe juvenna Brandham & S.Carter
278. Aloe kahinii T.A.McCoy & Lavranos
279. Aloe kamnelii van Jaarsv.
280. Aloe kaokoensis van Jaarsv., Swanepoel & A.E.van Wyk
281. Aloe karasbergensis Pillans
282. Aloe × keayi Reynolds
283. Aloe kedongensis Reynolds
284. Aloe kefaensis M.G.Gilbert & Sebsebe
285. Aloe ketabrowniorum L.E.Newton
286. Aloe khamiesensis Pillans
287. Aloe kilifiensis Christian
288. Aloe knersvlakensis S.J.Marais
289. Aloe kniphofioides Baker
290. Aloe koenenii Lavranos & Kerstin Koch
291. Aloe komaggasensis Kritz. & Jaarsveld
292. Aloe komatiensis Reynolds
293. Aloe kouebokkeveldensis van Jaarsv. & A.B.Low
294. Aloe krapohliana Marloth
295. Aloe kraussii Baker
296. Aloe kulalensis L.E.Newton & Beentje
297. Aloe kwasimbana T.A.McCoy & Lavranos
298. Aloe labworana (Reynolds) S.Carter
299. Aloe laeta A.Berger
300. Aloe lanata T.A.McCoy & Lavranos
301. Aloe latens T.A.McCoy & Lavranos
302. Aloe lateritia Engl.
303. Aloe lavranosii Reynolds
304. Aloe leachii Reynolds
305. Aloe leandrii Bosser
306. Aloe leedalii S.Carter
307. Aloe lensayuensis Lavranos & L.E.Newton
308. Aloe lepida L.C.Leach
309. Aloe leptosiphon A.Berger
310. Aloe lettyae Reynolds
311. Aloe liliputana van Jaarsv. & Harrower
312. Aloe lindenii Lavranos
313. Aloe linearifolia A.Berger
314. Aloe lineata (Aiton) Haw.
315. Aloe littoralis Baker
316. Aloe lolwensis L.E.Newton
317. Aloe lomatophylloides Balf.f.
318. Aloe longibracteata Pole-Evans
319. Aloe longistyla Baker
320. Aloe luapulana L.C.Leach
321. Aloe lucile-allorgeae Rauh
322. Aloe lukeana T.C.Cole
323. Aloe luntii Baker
324. Aloe lutescens Groenew.
325. Aloe macleayi Reynolds
326. Aloe macra Haw.
327. Aloe macrocarpa Tod.
328. Aloe macroclada Baker
329. Aloe macrosiphon Baker
330. Aloe maculata All.
331. Aloe mahraensis Lavranos & T.A.McCoy
332. Aloe manandonae J.-B.Castillon & J.-P.Castillon
333. Aloe mandotoensis J.-B.Castillon
334. Aloe mandrarensis J.-P.Castillon
335. Aloe mangeaensis L.E.Newton & S.Carter
336. Aloe maningoryensis J.-P.Castillon
337. Aloe marlothii A.Berger
338. Aloe martialii J.-B.Castillon
339. Aloe massawana Reynolds
340. Aloe mawii Christian
341. Aloe mayottensis A.Berger
342. Aloe mccoyi Lavranos & Mies
343. Aloe mcloughlinii Christian
344. Aloe medishiana Reynolds & P.R.O.Bally
345. Aloe megalacantha Baker
346. Aloe megalocarpa Lavranos
347. Aloe melanacantha A.Berger
348. Aloe × menachensis (Schweinf.) Blatt.
349. Aloe mendesii Reynolds
350. Aloe menyharthii Baker
351. Aloe metallica Engl. & Gilg
352. Aloe meyeri van Jaarsv.
353. Aloe micracantha Haw.
354. Aloe microdonta Chiov.
355. Aloe microstigma Salm-Dyck
356. Aloe millotii Reynolds
357. Aloe milne-redheadii Christian
358. Aloe minima Baker
359. Aloe miskatana S.Carter
360. Aloe mitsioana J.-B.Castillon
361. Aloe mocamedensis van Jaarsv.
362. Aloe modesta Reynolds
363. Aloe molederana Lavranos & Glen
364. Aloe monotropa I.Verd.
365. Aloe monticola Reynolds
366. Aloe montis-nabro Orlando & El Azzouni
367. Aloe morijensis S.Carter & Brandham
368. Aloe mossurilensis Ellert
369. Aloe mottramiana J.-B.Castillon
370. Aloe mubendiensis Christian
371. Aloe mudenensis Reynolds
372. Aloe multicolor L.E.Newton
373. Aloe munchii Christian
374. Aloe murina L.E.Newton
375. Aloe musapana Reynolds
376. Aloe mutabilis Pillans
377. Aloe myriacantha (Haw.) Schult. & Schult.f.
378. Aloe mzimbana I.Verd. & Christian
379. Aloe namibensis Giess
380. Aloe namorokaensis (Rauh) L.E.Newton & G.D.Rowley
381. Aloe neilcrouchii Klopper & Gideon F.Sm.
382. Aloe neoqaharensis T.A.McCoy
383. Aloe neosteudneri Lavranos & T.A.McCoy
384. Aloe newtonii J.-B.Castillon
385. Aloe ngobitensis Reynolds
386. Aloe ngongensis Christian
387. Aloe nicholsii Gideon F.Sm. & N.R.Crouch
388. Aloe niebuhriana Lavranos
389. Aloe niensiensis L.E.Newton
390. Aloe nigrimontana T.A.McCoy & Lavranos
391. Aloe nordaliae Wabuyele
392. Aloe nubigena Groenew.
393. Aloe nugalensis Thulin
394. Aloe nuttii Baker
395. Aloe nyeriensis Christian & I.Verd.
396. Aloe occidentalis (H.Perrier) L.E.Newton & G.D.Rowley
397. Aloe officinalis Forssk.
398. Aloe oligophylla Baker
399. Aloe omavandae van Jaarsv.
400. Aloe omoana T.A.McCoy & Lavranos
401. Aloe orientalis (H.Perrier) L.E.Newton & G.D.Rowley
402. Aloe orlandi Lavranos
403. Aloe ortholopha Christian & Milne-Red.
404. Aloe otallensis Baker
405. Aloe pachydactylos T.A.McCoy & Lavranos
406. Aloe pachygaster Dinter
407. Aloe paedogona A.Berger
408. Aloe palmiformis Baker
409. Aloe parallelifolia H.Perrier
410. Aloe parvibracteata Schönland
411. Aloe parvicapsula Lavranos & Collen.
412. Aloe parvidens M.G.Gilbert & Sebsebe
413. Aloe parviflora Baker
414. Aloe parvula A.Berger
415. Aloe patersonii B.Mathew
416. Aloe pavelkae van Jaarsv., Swanepoel, A.E.van Wyk & Lavranos
417. Aloe pearsonii Schönland
418. Aloe peckii P.R.O.Bally & I.Verd.
419. Aloe peglerae Schönland
420. Aloe pembana L.E.Newton
421. Aloe pendens Forssk.
422. Aloe penduliflora Baker
423. Aloe percrassa Tod.
424. Aloe perdita Ellert
425. Aloe perfoliata L.
426. Aloe perrieri Reynolds
427. Aloe perryi Baker
428. Aloe petricola Pole-Evans
429. Aloe petrophila Pillans
430. Aloe peyrierasii Cremers
431. Aloe × philippei J.-B.Castillon
432. Aloe pictifolia D.S.Hardy
433. Aloe pienaarii Pole-Evans
434. Aloe pirottae A.Berger
435. Aloe plowesii Reynolds
436. Aloe pluridens Haw.
437. Aloe polyphylla Pillans
438. Aloe porphyrostachys Lavranos & Collen.
439. Aloe powysiorum L.E.Newton & Beentje
440. Aloe praetermissa T.A.McCoy & Lavranos
441. Aloe pratensis Baker
442. Aloe pretoriensis Pole-Evans
443. Aloe prinslooi I.Verd. & D.S.Hardy
444. Aloe procera L.C.Leach
445. Aloe pronkii Lavranos, Rakouth & T.A.McCoy
446. Aloe propagulifera (Rauh & Razaf.) L.E.Newton & G.D.Rowley
447. Aloe prostrata (H.Perrier) L.E.Newton & G.D.Rowley
448. Aloe pruinosa Reynolds
449. Aloe pseudoparvula J.-B.Castillon
450. Aloe pseudorubroviolacea Lavranos & Collen.
451. Aloe × puberula (Schweinf.) A.Berger
452. Aloe pubescens Reynolds
453. Aloe pulcherrima M.G.Gilbert & Sebsebe
454. Aloe purpurea Lam.
455. Aloe pustuligemma L.E.Newton
456. Aloe rabaiensis Rendle
457. Aloe rapanarivoi J.-P.Castillon
458. Aloe rauhii Reynolds
459. Aloe rebmannii Lavranos
460. Aloe reitzii Reynolds
461. Aloe rendilliorum L.E.Newton
462. Aloe retrospiciens Reynolds & P.R.O.Bally
463. Aloe reynoldsii Letty
464. Aloe rhodesiana Rendle
465. Aloe ribauensis T.A.McCoy, Rulkens & O.J.Baptista
466. Aloe richardsiae Reynolds
467. Aloe richaudii Rebmann
468. Aloe rigens Reynolds & P.R.O.Bally
469. Aloe rivae Baker
470. Aloe rivierei Lavranos & L.E.Newton
471. Aloe rodolphei J.-B.Castillon
472. Aloe roeoeslii Lavranos & T.A.McCoy
473. Aloe rosea (H.Perrier) L.E.Newton & G.D.Rowley
474. Aloe rouxii van Jaarsv.
475. Aloe rubrodonta T.A.McCoy & Lavranos
476. Aloe rubroviolacea Schweinf.
477. Aloe rugosifolia M.G.Gilbert & Sebsebe
478. Aloe rugosquamosa (H.Perrier) J.-B.Castillon & J.-P.Castillon
479. Aloe rulkensii T.A.McCoy & O.J.Baptista
480. Aloe rupestris Baker
481. Aloe rupicola Reynolds
482. Aloe ruspoliana Baker
483. Aloe ruvuensis T.A.McCoy & Lavranos
484. Aloe saudiarabica T.A.McCoy
485. Aloe saundersiae (Reynolds) Reynolds
486. Aloe scabrifolia L.E.Newton & Lavranos
487. Aloe schelpei Reynolds
488. Aloe schilliana L.E.Newton & G.D.Rowley
489. Aloe × schimperi Tod.
490. Aloe schoelleri Schweinf.
491. Aloe schomeri Rauh
492. Aloe schweinfurthii Baker
493. Aloe scobinifolia Reynolds & P.R.O.Bally
494. Aloe scorpioides L.C.Leach
495. Aloe secundiflora Engl.
496. Aloe seibanica Orlando & El Azzouni
497. Aloe seretii De Wild.
498. Aloe serriyensis Lavranos
499. Aloe shadensis Lavranos & Collen.
500. Aloe sharoniae N.R.Crouch & Gideon F.Sm.
501. Aloe sheilae Lavranos
502. Aloe silicicola H.Perrier
503. Aloe simii Pole-Evans
504. Aloe sinana Reynolds
505. Aloe sinkatana Reynolds
506. Aloe sobolifera (S.Carter) Wabuyele
507. Aloe socialis (H.Perrier) L.E.Newton & G.D.Rowley
508. Aloe somaliensis C.H.Wright ex W.Watson
509. Aloe soutpansbergensis I.Verd.
510. Aloe speciosa Baker
511. Aloe spectabilis Reynolds
512. Aloe spicata L.f.
513. Aloe spinitriaggregata J.-B.Castillon
514. Aloe springatei-neumannii L.E.Newton
515. Aloe squarrosa Baker ex Balf.f.
516. Aloe steudneri Schweinf.
517. Aloe striata Haw.
518. Aloe suarezensis H.Perrier
519. Aloe subacutissima G.D.Rowley
520. Aloe subspicata (Baker) Boatwr. & J.C.Manning
521. Aloe succotrina Weston
522. Aloe suffulta Reynolds
523. Aloe suprafoliata Pole-Evans
524. Aloe swynnertonii Rendle
525. Aloe tartarensis T.A.McCoy & Lavranos
526. Aloe tauri L.C.Leach
527. Aloe tegetiformis L.E.Newton
528. Aloe teissieri Lavranos
529. Aloe tewoldei M.G.Gilbert & Sebsebe
530. Aloe thompsoniae Groenew.
531. Aloe thorncroftii Pole-Evans
532. Aloe thraskii Baker
533. Aloe tomentosa Deflers
534. Aloe tormentorii (Marais) L.E.Newton & G.D.Rowley
535. Aloe tororoana Reynolds
536. Aloe torrei I.Verd. & Christian
537. Aloe trachyticola (H.Perrier) Reynolds
538. Aloe transvaalensis Kuntze
539. Aloe trichosantha A.Berger
540. Aloe trigonantha L.C.Leach
541. Aloe trothae A.Berger
542. Aloe tsitongambarikana J.-P.Castillon & J.-B.Castillon
543. Aloe turkanensis Christian
544. Aloe ukambensis Reynolds
545. Aloe umfoloziensis Reynolds
546. Aloe vacillans Forssk.
547. Aloe vallaris L.C.Leach
548. Aloe vanbalenii Pillans
549. Aloe vandermerwei Reynolds
550. Aloe vanrooyenii Gideon F.Sm. & N.R.Crouch
551. Aloe vaombe Decorse & Poiss.
552. Aloe vaotsanda Decary
553. Aloe varimaculata T.A.McCoy
554. Aloe venenosa Engl.
555. Aloe vera (L.) Burm.f.
556. Aloe verecunda Pole-Evans
557. Aloe versicolor Guillaumin
558. Aloe veseyi Reynolds
559. Aloe viguieri H.Perrier
560. Aloe virginieae J.-P.Castillon
561. Aloe viridiflora Reynolds
562. Aloe vituensis Baker
563. Aloe vogtsii Reynolds
564. Aloe volkensii Engl.
565. Aloe vossii Reynolds
566. Aloe vryheidensis Groenew.
567. Aloe wanalensis T.C.Cole & T.G.Forrest
568. Aloe welmelensis Sebsebe & Nordal
569. Aloe weloensis Sebsebe
570. Aloe welwitschii Klopper & Gideon F.Sm.
571. Aloe werneri J.-B.Castillon
572. Aloe whitcombei Lavranos
573. Aloe wickensii Pole-Evans
574. Aloe wildii (Reynolds) Reynolds
575. Aloe wilsonii Reynolds
576. Aloe wollastonii Rendle
577. Aloe woodii Lavranos & Collen.
578. Aloe wrefordii Reynolds
579. Aloe yavellana Reynolds
580. Aloe yemenica J.R.I.Wood
581. Aloe zebrina Baker
582. Aloe zombitsiensis Rauh & M.Teissier
583. Aloe zubb T.A.McCoy & Lavranos

## Galerija
- Aloe grandidentata
- Aloe greenii
- Aloe haworthioides
- Aloe helenae
- Aloe hemmingii
- Aloe hereroensis
- Aloe humilis
- Aloe kedongensis
- Aloe laeta
- Aloe lateritia
- Aloe maculata
- Aloe marlothii
- Aloe massawana
- Aloe melanacantha
- Aloe mitriformis
- Aloe niebuhriana
- Aloe nyeriensis
- Aloe parvula
- Aloe pearsonii
- Aloe peglerae
- Aloe perfoliata
- Aloe pillansii
- Aloe plicatilis
- Aloe polyphylla
- Aloe rabaiensis
- Aloe ramosissima
- Aloe rauhii
- Aloe reitzii
- Aloe reynoldsii
- Aloe somaliensis
- Aloe spicata
- Aloe squarrosa
- Aloe striata
- Aloe striatula
- Aloe succotrina
- Aloe suprafoliata
- Aloe suzannae
- Aloe swynnertonii
- Aloe tomentosa
- Aloe vanbalenii
- Aloe vacillans
- Aloe variegata
- Aloe vera
- Aloe vossii